# Cecilia Mattos
Cecilia Mattos (Montevideo, 13 de julio de 1958) es una artista plástica uruguaya.

## Trayectoria
Estudió arte en California, Estados Unidos y con Eduardo Médici en Buenos Aires, Argentina.
Participó en la II Bienal del Mercosur en Porto Alegre, en la V y I Bienal Iberoamericana del Instituto Domecq en México y en la XIV Bienal de São Paulo en Brasil y en la 1.ª Bienal de Montevideo.
En 2008 presentó una exposición en Roma a la que llamó «El Sueño de Morgana» con una serie de esculturas pequeñas, videos, collages y pinturas dedicadas a los sueños del hada de la mitología celta que giraban en torno al paisaje del Uruguay.
Su obra se encuentra en el Museo de Arte Weisman de Minneapolis, en la Colección de Libros de Artista del Instituto de Arte de Chicago, en el Museo Arte de las Américas en Washington D. C., en la sede de la Unesco en París y en la Universidad de San Diego en los Estados Unidos, entre otras colecciones públicas y privadas.

## Exposiciones
- 2013 Conexo Museo Nacional de Artes Visuales.[7][8]
- 2010 Escultura pública comisionada por la Embajada de España. “Paisaje de lana” pinturas en Galería Soa.
- 2009 “Kit Básico para la fundación de un pueblo” con Nacho Seimanas, Fondo Concursable para la Cultura - MEC.[3]
- 2008 “El sueño de Morgana” Centro Cultural España, Montevideo. “El conejo en la luna” IILA, Roma, Italia.
- 2007 Centro Cultural de México, Montevideo. Galería Heike Strelow Frankfurt, Historisches Museum.
- 2006 Tatoo en Soberbia y Pasión, Centro Municipal de Exposiciones, Universidad de Beersheba, Israel. “Jugando con Fuego” Museo Zorrilla, Montevideo.
- 2005 pinturas en KBK Arte Contemporáneo, México D.F., Presentación Libro de Acuarelas con textos de Mariella Nigro, Colección Engelman-Ost.
- 2003 “La Urdimbre del Olvido” Centro Municipal de Exposiciones, Montevideo. / 2001 “Cielo y Tierra” Instituto Goethe.
- 2000 “Mattos desde Figari”, Galería del Paseo, Montevideo.